# Annickia chlorantha
Espèce
Synonymes
- Enantia chlorantha Oliv.[1] [2]
- Xylopia otunga Exell[1]

Annickia chlorantha est une espèce de plantes à fleurs de la famille des Annonaceae. C'est un arbre que l’on retrouve dans les forêts humides d'Afrique tropicale, notamment au Cameroun et au Nigeria.

## Description

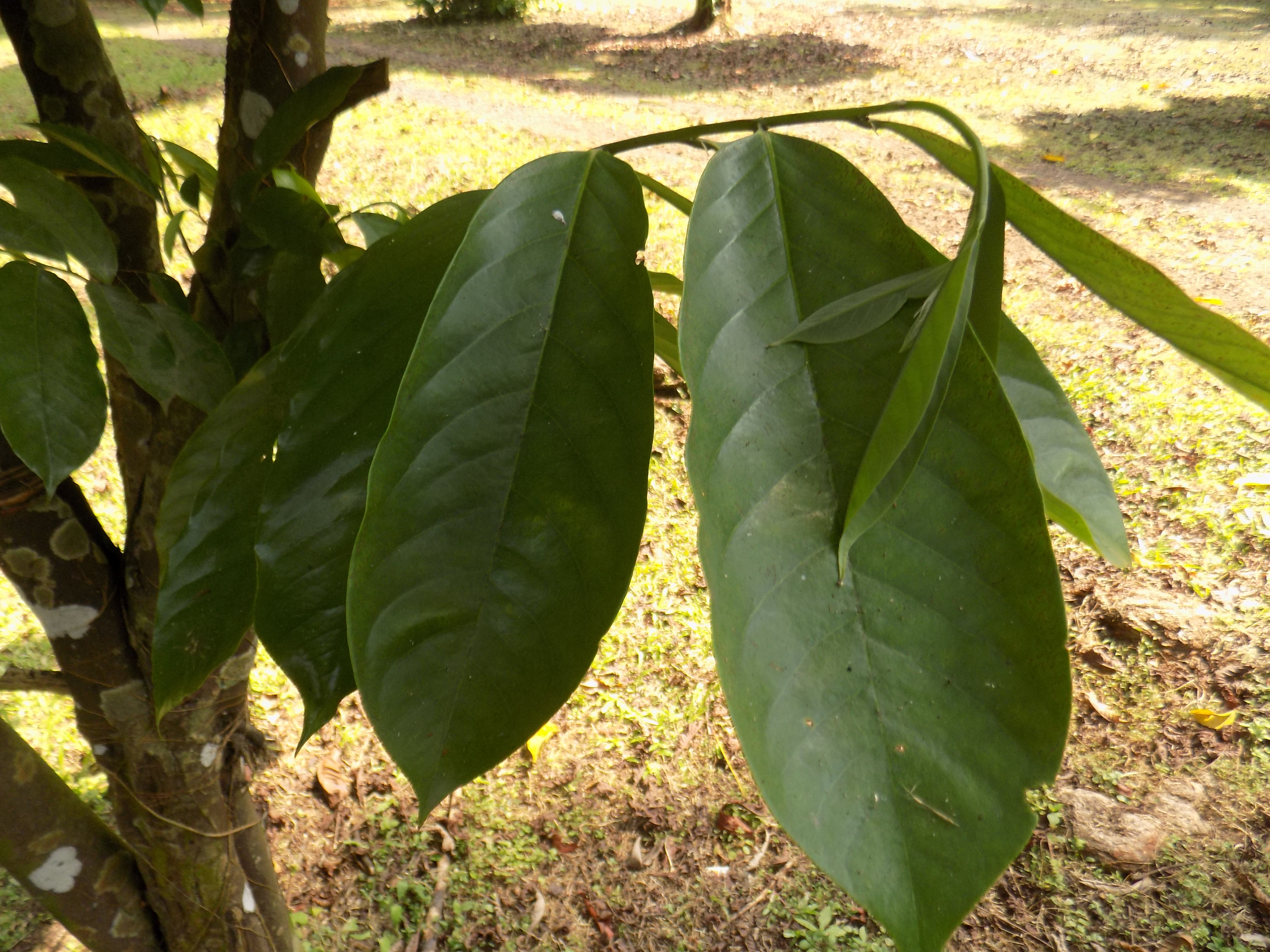
Feuilles.

Annickia chlorantha est un arbre ornemental avec un feuillage dense et une couronne étalée qui pousse de 12 à 30 mètres de haut avec un long fût clair de 40 à 70 cm de diamètre. La plante se multiplie par la graine.

## Utilisations
L'écorce de la tige, qui est amère, est utilisée en médecine traditionnelle comme un antimicrobien et pour le traitement de la jaunisse, des fièvres, de la tuberculose, des vomissements sanglants et des infections urinaires. L'arbre est récolté pour son bois, ses fibres et comme source de colorant. L'écorce en poudre sert en usage externe à soigner les plaies, les ulcères ou les plaies.
Des recherches ont permis d'identifié les alcaloïdes palmatine, coloumbamine et jatrorrhizine dans l'écorce. Elles ont en outre démontré l'action antibactérienne de l'écorce, notamment contre les bactéries gram-positives, son activité antivirale avec un potentiel contre la fièvre induite par pyrogènes.
Le colorant jaune issu de l'écorce interne est utilisé pour colorer le coton et d'autres fibres. L'écorce fibreuse est utilisée pour la fabrication des tapis et des chapeaux. L'écorce sert également à fabriquer les cloisons et les portes des cabanes. Son bois jaune est brunissant à l'exposition. Le cœur et l'aubier ne sont pas différenciés. Son bois fin, doux et facilement polis est utilisé pour la construction de maisons, des meubles, et de la menuiserie générale.

## Synonymes
Les synonymes de Annickia chlorantha sont:
- Enantia chlorantha Oliv.
- Enantia chlorantha var. soyauxii
- Xylopia otunga Exell